# Saint-André-de-Seignanx
Saint-André-de-Seignanx é uma comuna francesa na região administrativa da Nova Aquitânia, no departamento Landes. Estende-se por uma área de 19,55 km². Em 2010 a comuna tinha 1 839 habitantes (densidade: 94,1 hab./km²).